# Токарево (Сисертський міський округ)
То́карево (рос. Токарево) — присілок у складі Сисертського міського округу Свердловської області.
Населення — 171 особа (2010, 104 у 2002).
Національний склад населення станом на 2002 рік: росіяни — 94 %.